# Bój pod Żabinką (VIII 1920)
Bój pod Żabinką – walki 7 pułku piechoty Legionów z 3 Dywizji Piechoty z oddziałami sowieckiej 57 Dywizji Strzelców w czasie Bitwy Warszawskiej w okresie wojny polsko-bolszewickiej.

## Geneza
Realizując w drugiej połowie sierpnia 1920 operację warszawską, wojska polskie powstrzymały armie Frontu Zachodniego Michaiła Tuchaczewskiego. 1 Armia gen. Franciszka Latinika zatrzymała sowieckie natarcie na przedmościu warszawskim, 5 Armia gen. Władysława Sikorskiego podjęła działania ofensywne nad Wkrą, a ostateczny cios sowieckim armiom zadał marszałek Józef Piłsudski, wyprowadzając uderzenie znad Wieprza. Zmieniło to radykalnie losy wojny. Od tego momentu Wojsko Polskie było w permanentnej ofensywie.

## Walczące wojska
| Jednostka                      | Dowódca                    | Podporządkowanie      |
| Wojsko Polskie                 |                            |                       |
| 3 Dywizja Piechoty Legionów    | gen. Leon Berbecki         | 2 Armia               |
| ⇒ 7 pułk piechoty Legionów     | ppłk Zdzisław Maćkowski    | 3 DP Leg.             |
| ⇒ I/7 pułku piechoty Legionów  | por. Stanisław Janczyni    | gr. płk. Maćkowskiego |
| ⇒ II/7 pułku piechoty Legionów | kpt. Jan Niemiec-Moroński  | gr. płk. Maćkowskiego |
| ⇒ 4 kompania ckm               | por. Kazimierz Kominkowski | gr. płk. Maćkowskiego |
| ⇒ pluton artylerii 6 dak       |                            | gr. płk. Maćkowskiego |
| Armia Czerwona                 |                            |                       |
| 57 Dywizja Strzelców           | N.Z. Mikita-Kolada         | 12 Armia              |

## Walki pod Żabinką

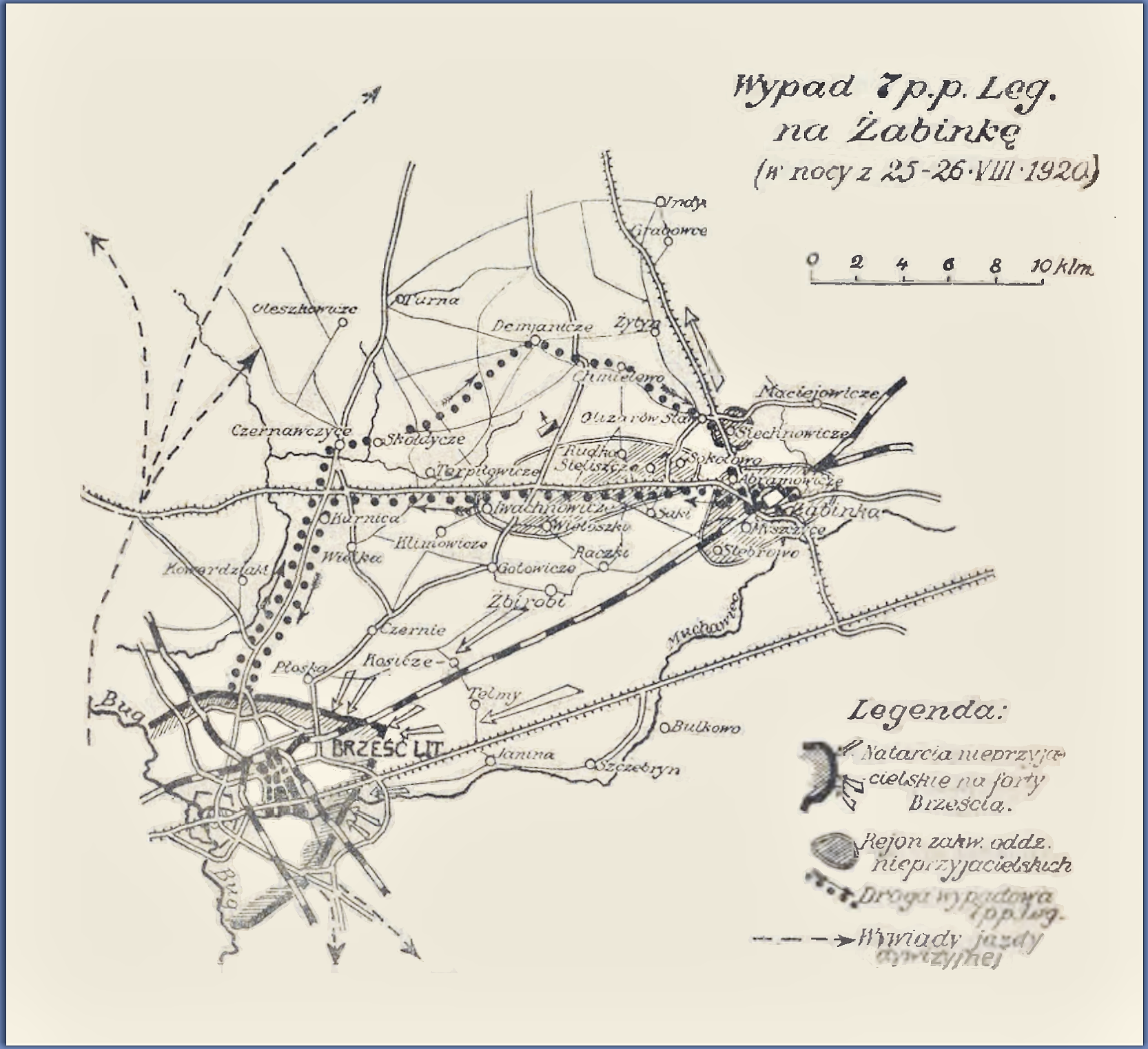
Zdzisław Maćkowski, Wypad 7 p. p. Legjonów na Żabinkę...

Po klęsce nad Wisłą dowództwo sowieckie pospiesznie uzupełniało i reorganizowało ocalałe z pogromu jednostki. W Żabince koncentrowała się sowiecka 57 Dywizja Strzelców. Jej dowództwo planowało uderzenie na Brześć.
24 sierpnia dowódca 7 pułku piechoty Legionów otrzymał zadanie zorganizowania wypadu na Żabinkę i rozbicia zgrupowanych tam sowieckich jednostek. W skład oddziału wypadowego wszedł I batalion 7 pp por. Stanisława Janczyniego, II/7 pp Leg. kpt. Jana Niemca-Morońskiego, pułkowa 4 kompania ciężkich karabinów maszynowych i pluton artylerii. W sumie oddział liczył około 1400 żołnierzy, dwa działa, 22 ckm-y.
Przed świtem 25 sierpnia oddział opuścił Brześć i niezauważony przez nieprzyjaciela przekroczył linię sowieckich ubezpieczeń. Maszerując lasem w kierunku Czerniawczyce - Demianicze, unikając spotkania z Sowietami, żołnierze dotarli wieczorem do Chmielowa. Tu zarządzono odpoczynek i wysłano patrole rozpoznawcze ku stacji Żabinka. 
Zwiadowcy przyprowadzili jeńców – zwiadowców artyleryjskich, których zeznania stwierdziły obecność brygady kawalerii w sile około 400 „szabel” z karabinami maszynowymi w Siedliszczach, Wietochnie i Iwachnowiczach, zaś na stacji Żabinka – dowództwa 57 Dywizji Strzelców ze świeżo przybyłymi transportami piechoty.
Po wnikliwej ocenie sytuacji ppłk Zdzisław Maćkowski zdecydował uderzyć II batalionem frontalnie na stację, a I batalionem obejść Żabinkę od północy i zaatakować nieprzyjaciela z północnego wschodu.
Nocą z 25 na 26 sierpnia Polacy bez strzału zlikwidowali placówki sowieckie i wdarli się do miasta. Dobrze skoordynowane natarcie obu batalionów nie pozwoliło zaskoczonym czerwonoarmistom na zorganizowanie obrony. Zdobywano dom po domu obrzucając je granatami. 2 kompania ckm rozpoczęła morderczy ogień ze wszystkich karabinów maszynowych do pociągu napełnionego wojskiem sowieckim.
Po wykonaniu zadania grupa ppłk. Maćkowskiego, nie niepokojona przez nieprzyjaciela, wróciła przez Iwachnowicze do Brześcia, rozbijając w drodze powrotnej słabe oddziały sowieckiej kawalerii. 
Komunikat prasowy Sztabu Generalnego z 27 sierpnia 1920 donosił:

Uprzedzając planowany przez nieprzyjaciela na 26 b. m. — atak na Brześć, oddziały 3-ej dywizji legjonów dnia 25 b. m. przeszły do energicznych działań zaczepnych. Główna kolumna nieprzyjacielska, zaskoczona na stacji kolejowej Żabinka podczas wyładowywania z pociągów, przez ogień na bliski dystans została zdziesiątkowana. Wzięto przeszło  650 jeńców, w tem 90 oficerów linjowych i 2 oficerów sztabu generalnego, 12 karabinów maszynowych i 4 samochody ciężarowe. Dowódca 57-ej dywizji sowieckiej i szef sztabu polegli.

## Bilans walk
Polacy odnieśli zdecydowane zwycięstwo, a stacjonujące w Żabince oddziały sowieckie zostały doszczętnie rozbite.  57 Dywizja Strzelców straciła znaczną liczbę poległych i rannych. Polacy wzięli 650 jeńców, zdobyli cztery samochody, dwanaście ckm-ów i dużą ilość sprzętu wojskowego. Zginęli: dowódca  57 Dywizji Strzelców i szef sztabu dywizji. Straty polskie były minimalne - jeden zabity, jeden ranny.
W Łąkach, po przeprowadzonym wypadzie, dowódca 3 Dywizji Legionów, generał podporucznik Leon Berbecki udekorował Orderem Virtuti Militari szesnastu żołnierzy 7 pp Leg., którzy wyróżnili się męstwem, a wśród nich sierżanta sztabowego Bolesława Marca.